# Liste der Monuments historiques in Lavernose-Lacasse
Die Liste der Monuments historiques in Lavernose-Lacasse führt die Monuments historiques in der französischen Gemeinde Lavernose-Lacasse auf.

## Liste der Bauwerke
| Bezeichnung              | Beschreibung                  | Standort | Kennzeichnung | Schutzstatus | Datum | Bild           |
| ------------------------ | ----------------------------- | -------- | ------------- | ------------ | ----- | -------------- |
| Kirche St-Pierre-St-Paul | Erbaut im 12./13. Jahrhundert | (Lage)   | PA00094368    | Inscrit      | 1950  | weitere Bilder |